# Mistrovství světa v zápasu řecko-římském 2016
Mistrovství světa v zápasu řecko-římském 2016 se uskutečnilo v maďarské  Budapešti od 10. do 11. prosince 2016. V olympijském roce se soutěžilo jen v neolympijských kategoriích.

## Výsledky
| Kategorie | Podrobně | Zlato              | Stříbro         | Bronz            | Bronz         |
| --------- | -------- | ------------------ | --------------- | ---------------- | ------------- |
| 71 kg     |          | Bálint Korpási     | Daniel Cataraga | Hasan Alijev     | Ilie Cojocari |
| 80 kg     |          | Ramazan Abačarajev | Aslan Atem      | Jonibek Otabekov | László Szabó  |